# Archford Gutu
Archford Uche Gutu (Harare, 5 agosto 1993) è un calciatore zimbabwese, centrocampista del Caps United.